# (56422) Mnajdra
(56422) Mnajdra est un astéroïde de la ceinture principale.

## Description
(56422) Mnajdra est un astéroïde de la ceinture principale. Il fut découvert le 2 avril 2000 à l'Observatoire Kleť par Jana Tichá et Miloš Tichý. Il présente une orbite caractérisée par un demi-grand axe de 2,39 UA, une excentricité de 0,21 et une inclinaison de 3,1° par rapport à l'écliptique.

## Compléments